# Обрехт, Теа
Теа Обрехт (Байрактаревич), (словен. Téa Obreht, Tea Bajraktarević; род. 30 сентября 1985, Белград) — американская писательница.

## Биография
С началом Югославской войны вместе с семьёй переехала в 1992 году на Кипр, затем в Египет, а в 1997 году приехала с матерью в США. Окончила Университет Южной Калифорнии, затем магистратуру в Корнеллском университете. Живёт в Итаке, штат Нью-Йорк.
Взяла в качестве псевдонима фамилию деда, умершего в 2006 году. Печаталась в журналах и газетах The New Yorker, The New York Times, Harper’s Magazine, The Guardian.

## Творчество
Критика, благожелательно встретившая появление многообещающей писательницы, отмечает в прозе Обрехт влияние фантастики Булгакова, Маркеса, Павича.

## Книги
- 2011: Жена тигра, роман (британская литературная премия Оранж, самый молодой лауреат,[1]; финалист Национальной книжной премии США)

## Признание
Журнал Нью-Йоркер назвал Обрехт в числе 20 лучших американских писателей моложе сорока лет. Её роман Жена тигра переведён на нидерландский и итальянский языки.